# John Litel
John Litel est un acteur américain né le 30 décembre 1892 à Albany, Wisconsin (États-Unis), mort le 3 février 1972 à Woodland Hills (États-Unis).

## Filmographie

### Années 1920
- 1929 : The Flattering Word
- 1929 : Finders Keepers
- 1929 : The Sleeping Porch
- 1929 : Always Faithfull : Wayne

### Années 1930
- 1930 : Don't Believe It
- 1930 : Oh Darling
- 1930 : On the Border : Dave
- 1932 : Wayward (en) d'Edward Sloman : Bob Daniels
- 1936 : Fugitive in the Sky : Mike Phelan, alias Roger Johnson
- 1936 : Give Me Liberty : Patrick Henry
- 1937 : La Légion noire (Black Legion) : Thomas W. « Tommy » Smith
- 1937 : Midnight Court : Victor Shanley
- 1937 : Femmes marquées (Marked Woman), de Lloyd Bacon : Gordon
- 1937 : Rivalité (Slim) de Ray Enright : Wyatt « Ran » Ranstead
- 1937 : La Vie d'Émile Zola (The Life of Emile Zola), de William Dieterle : Charpentier
- 1937 : En liberté provisoire (Back in Circulation) : Dr Eugene Forde
- 1937 : L'Île du diable (Alcatraz Island), de William C. McGann : « Gat » Brady
- 1937 : The Man Without a Country (en) : Lt. Philip Nolan
- 1937 : Missing Witnesses : Insp. Robert L. Lane
- 1938 : La Bataille de l'or (Gold Is Where You Find It), de Michael Curtiz : Ralph Edward Ferris
- 1938 : Un meurtre sans importance de Lloyd Bacon : Mr. Post, banquier
- 1938 : L'Insoumise (Jezebel), de William Wyler : Jean La Cour
- 1938 : Love, Honor and Behave : Jim Blake
- 1938 : Over the Wall : Père de Neil Connor
- 1938 : Little Miss Thoroughbred : Nelson « Nails » Morgan
- 1938 : My Bill : John C. Rudlin, Président de la banque
- 1938 : Le Mystérieux Docteur Clitterhouse (The Amazing Dr. Clitterhouse), d'Anatole Litvak : Mr. Monroe, Procureur général
- 1938 : La Vallée des géants (Valley of the Giants), de William Keighley : Hendricks
- 1938 : Broadway Musketeers : Stanley « Stan » Dowling
- 1938 : Nancy Drew... Detective : Carson Drew
- 1938 : The Declaration of Independence : Thomas Jefferson
- 1938 : Comet Over Broadway : William « Bill » Appleton
- 1939 : Les Ailes de la flotte (Wings of the Navy), de Lloyd Bacon : Cmdt. Clark
- 1939 : Nancy Drew... Reporter : Carson Drew
- 1939 : Service secret de l'air (Secret Service of the Air) de Noel M. Smith : Tom Saxby
- 1939 : Le Châtiment (You Can't Get Away with Murder), de Lewis Seiler  : Procureur Carey
- 1939 : Les Conquérants (Dodge City), de Michael Curtiz : Matt Cole
- 1939 : On Trial, de Terry O. Morse : Robert Strickland
- 1939 : Nancy Drew... Trouble Shooter : Carson Drew
- 1939 : Gloire d'antan (Old Glory) : Patrick Henry (voix)
- 1939 : The Bill of Rights : Patrick Henry
- 1939 : Nancy Drew et l'escalier secret (Nancy Drew and the Hidden Staircase) de William Clemens : Carson Drew
- 1939 : Jeunesse triomphante (Dust Be My Destiny) de Lewis Seiler : Pocureur
- 1939 : On Dress Parade : Col. Michael « Mike » Riker
- 1939 : One Hour to Live : Rudolph Spain
- 1939 : Le Retour du docteur X (The Return of Doctor X), de Vincent Sherman : Dr. Francis Flegg
- 1939 : A Child Is Born : Dr Brett

### Années 1940
- 1940 : The Fighting 69th : Capitaine Mangan
- 1940 : Castle on the Hudson : Aumônier de prison
- 1940 : La Caravane héroïque (Virginia City), de Michael Curtiz : Thomas A. Marshall
- 1940 : Rendez-vous à minuit (It All Came True) de Lewis Seiler : Mr. « Doc » Roberts
- 1940 : An Angel from Texas : Gordon Quigley
- 1940 : Flight Angels (en) de Lewis Seiler : Dr Barclay
- 1940 : Men Without Souls : Révérend Thomas Storm
- 1940 : Murder in the Air : Mr. William Saxby
- 1940 : L'Homme qui parlait trop (The Man Who Talked Too Much) : Procureur de district Dickson
- 1940 : Une femme dangereuse (They Drive by Night) de Raoul Walsh : Harry McNamara
- 1940 : Gambling on the High Seas (en) de George Amy : Procureur des U.S. Homer Sears
- 1940 : Money and the Woman : Jerremy « Jerry » Helm, Direceur de banque
- 1940 : Knute Rockne, All American, de Lloyd Bacon : Président du Comité
- 1940 : Father Is a Prince : Dr Mark Stone
- 1940 : La Femme aux cheveux rouges (Lady with Red Hair) de Curtis Bernhardt : Charles Bryant
- 1940 : La Piste de Santa Fe (Santa Fe Trail), de Michael Curtiz : Martin
- 1940 : March On, Marines : Colonel Myers
- 1941 : Father's Son : William Emory
- 1941 : The Trial of Mary Dugan : Mr. West
- 1941 : The Great Mr. Nobody (en) : John Wade
- 1941 : The Big Boss : Bob Dugan
- 1941 : Thieves Fall Out (en) de Ray Enright : Tim Gordon
- 1941 : Sealed Lips (en) de George Waggner : Mike Rofano / Fred Morton
- 1941 : Henry Aldrich for President : Mr. Aldrich
- 1941 : La Charge fantastique (They Died with Their Boots On), de Raoul Walsh : Gen. Phil Sheridan
- 1942 : Henry Aldrich, Editor : Mr. Aldrich
- 1942 : Don Winslow of the Navy de Ray Taylor : Spencer Merlin
- 1942 : Soldiers in White : Maj. Charles Anthony (Médecin, Corps Médical de l'Armée)
- 1942 : L'Assassin au gant de velours (Kid Glove Killer) de Fred Zinnemann : Matty
- 1942 : Mississippi Gambler : Jim Hadley, se faisant passer pour Francis Carvel
- 1942 : Le Mystère de Marie Roget (The Mystery of Marie Roget) de Phil Rosen  : M. Henri Beauvais
- 1942 : A Desperate Chance for Ellery Queen de James Patrick Hogan : Norman Hadley
- 1942 : Henry and Dizzy : Mr. Aldrich
- 1942 : For the Common Defense! : Sous-préfet Santiago Castillo
- 1942 : Men of Texas (en) de Ray Enright : Colonel Scott
- 1942 : L'Agent invisible contre la Gestapo (Invisible Agent) d'Edwin L. Marin : John Gardiner
- 1942 : Boss of Big Town : Michael Lynn
- 1942 : Madame Spy (en) de  Roy William Neill : Peter
- 1943 : Paramount Victory Short No. T2-4: The Aldrich Family Gets in the Scrap : Mr. Aldrich
- 1943 : Murder in Times Square de Lew Landers : Dr. Blaine
- 1943 : Henry Aldrich Gets Glamour : Mr. Sam Aldrich
- 1943 : Les Anges de miséricorde (So Proudly We Hail!), de Mark Sandrich : Dr. Harrison
- 1943 : Crime Doctor : Emilio Caspari, l'homme mystérieux
- 1943 : Henry Aldrich Swings It : Mr. Aldrich
- 1943 : Submarine Base : James Xavier « Jim » Taggart
- 1943 : Henry Aldrich Haunts a House : Mr. Aldrich
- 1943 : Where Are Your Children?, de William Nigh : Juge Evans
- 1944 : Henry Aldrich, Boy Scout : Sam Aldrich
- 1944 : Henry Aldrich Plays Cupid : Mr. Aldrich
- 1944 : Henry Aldrich's Little Secret : Mr. Aldrich
- 1944 : My Buddy (en) de Steve Sekely : Père de Jim Donnelly
- 1944 : Meurtre dans la chambre bleue (Murder in the Blue Room) de Leslie Goodwins : Frank Baldrich
- 1944 : Faces in the Fog : Dr Mason
- 1944 : Lake Placid Serenade : Walter Benda
- 1945 : Les Millions de Brewster (Brewster's Millions) d'Allan Dwan : Swearengen Jones
- 1945 : Les Amours de Salomé (Salome Where She Danced), de Charles Lamont : Gen. Robert E. Lee
- 1945 : Crime Doctor's Warning : Inspecteur Dawes
- 1945 : The Crimson Canary : Roger Quinn
- 1945 : Les Quatre bandits de Coffeyville (The Daltons Ride Again) : Mike Bohannon
- 1945 : Northwest Trail : Sergent Means
- 1945 : La Forêt enchantée (The Enchanted Forest), de Lew Landers : Henderson
- 1945 : San Antonio, de David Butler : Charlie Bell
- 1946 : Le Secret de la madone (The Madonna's Secret) : Lt. Roberts
- 1946 : Smooth as Silk : Stephen Elliott
- 1946 : Night in Paradise d'Arthur Lubin : Archon
- 1946 : She Wrote the Book : Dean Fowler
- 1946 : The Return of Rusty : Hugh Mitchell
- 1946 : Sister Kenny, de Dudley Nichols : Directeur médical
- 1946 : Le Gars épatant (Swell Guy) de Frank Tuttle : Arthur Tyler
- 1947 : Lighthouse : Hank Armitage
- 1947 : Easy Come, Easy Go : Tom Clancy
- 1947 : Au carrefour du siècle (The Beginning or the End), de Norman Taurog : K.T. Keller
- 1947 : The Guilty : Alex Tremholt
- 1947 : Heaven Only Knows (en) d'Albert S. Rogell : Révérend
- 1947 : Rendez-vous de Noël (Christmas Eve) d'Edwin L. Marin : Joe Bland, Agent du FBI
- 1947 : Éternel Tourment (Cass Timberlane), de George Sidney : Webb Wargate
- 1948 : My Dog Rusty : Hugh Mitchell
- 1948 : Smart Woman (en) d'Edward A. Blatt : Clark
- 1948 : La Naufragée (I, Jane Doe) : Horton
- 1948 : Key Largo, de John Huston : Dispatcheur
- 1948 : Sanglante Aventure (Pitfall) de André de Toth  : Procureur de district
- 1948 : Triple Threat (en) : Chef Snyder
- 1948 : Rusty Leads the Way : Hugh Mitchell
- 1948 : Valiant Hombre : Lon Lansdell
- 1949 : Rusty Saves a Life : Huqh Mitchell
- 1949 : Shamrock Hill : Ralph Judson
- 1949 : La Dernière Charge (Outpost in Morocco) de Robert Florey : Col. Pascal
- 1949 : La Belle Aventurière (The Gal Who Took the West), de Frederick de Cordova : Colonel Logan
- 1949 : Rusty's Birthday : Hugh Mitchell
- 1949 : Mary Ryan, Detective : Capt. Billings

### Années 1950
- 1950 : L'Araignée (Woman in Hiding) : John Chandler
- 1950 : Les Cavaliers du crépuscule (The Sundowners) de George Templeton : John Gall
- 1950 : Le Fauve en liberté (Kiss Tomorrow Goodbye) de Gordon Douglas : Tolgate,Chef policier
- 1950 : En plein cirage (The Fuller Brush Girl) : Mr. Watkins
- 1951 : Cuban Fireball
- 1951 : Nuit de noces mouvementée (The Groom Wore Spurs) : Oncle George, Chef de la police
- 1951 : The Texas Rangers : Maj. John D. Jones
- 1951 : Le Temps des cerises (Take Care of My Little Girl) de Jean Negulesco : John Erickson
- 1951 : Little Egypt : Shuster
- 1951 : Two Dollar Bettor : John Hewitt alias John Ramsey
- 1951 : Destination Mars (Flight to Mars) de Lesley Selander : Dr. Lane
- 1952 : Jet Job : Sam Bentley
- 1952 : Scaramouche, de George Sidney : Dr. Dubuque
- 1952 : La Femme aux revolvers (Montana Belle), d'Allan Dwan : Matt Towner
- 1953 : Jack Slade : Juge Davidson
- 1954 : Sitting Bull : Gen. Wilford Howell
- 1955 : Double Jeopardy : Emmett Devery
- 1955 : L'Homme du Kentucky (The Kentuckian), de Burt Lancaster : Agréable Tuesday Babson
- 1955 : Le Rendez-vous de quatre heures (Texas Lady) : Meade Moore (propriétaire de wigwam)
- 1956 : The Wild Dakotas : Morgan Wheeler
- 1956 : Comanche, de George Sherman : Général Nelson Miles
- 1956 : Runaway Daughters : George Barton
- 1956 : Down Liberty Road de Harold D. Schuster
- 1957 : The Hired Gun (en) : Mace Beldon
- 1957 : Le vengeur agit au crépuscule (Decision at Sundown), de Budd Boetticher : Charles Summerton
- 1958 : La Péniche du bonheur (Houseboat), de Melville Shavelson : Mr. William Farnsworth
- 1958-1959 : Au nom de la loi (Wanted Dead or Alive) (série TV) Saison 1 épisode 13 : Judge Healy, épisode 25 : Asa Morgan, Saison 2 épisode 66 : Clint Davis

### Années 1960
- 1961 : Le Sous-marin de l'apocalypse (Voyage to the Bottom of the Sea), d'Irwin Allen : Vice-Amiral B.J. Crawford
- 1961 : Milliardaire pour un jour (Pocketful of Miracles), de Frank Capra : Inspecteur de police McCrary
- 1961 : Un pyjama pour deux (Lover Come Back) de Delbert Mann : Williams
- 1963 : Le Justicier de l'Ouest (The Gun Hawk) : Drunk (Père de Madden)
- 1965 : Les Quatre Fils de Katie Elder (The Sons of Katie Elder), de Henry Hathaway : Ministre
- 1966 : Nevada Smith, de Henry Hathaway : Docteur